# Rorschach (personaggio)
Rorschach, il cui vero nome è Walter Joseph Kovacs, è un personaggio dei fumetti, tra i protagonisti del fumetto Watchmen scritto da Alan Moore. È un giustiziere mascherato oggettivista, freddo, violento, antieroico e solitario che si copre il volto con una maschera raffigurante le celeberrime macchie del test da cui prende il nome. Prende spunto da Question, personaggio della Charlton Comics acquisita dalla DC Comics. Il sito web IGN ha inserito Rorschach alla sedicesima posizione nella classifica dei cento maggiori eroi della storia dei fumetti, dopo Sogno e prima di Barbara Gordon.

## Biografia del personaggio
(Rorschach, rivolto al secondo Gufo Notturno, nel film Watchmen.)
Walter Kovacs è stato cresciuto dalla madre, una prostituta piena di debiti che scaricava in modo violento le proprie frustrazioni sul figlio. Dopo aver reagito in modo quasi animalesco ai soprusi di alcuni ragazzi più grandi, Walter è affidato a un istituto. Dopo alcuni anni, apparentemente migliorato, lascia l'istituto e trova un lavoro in un negozio di vestiti.
Decide di diventare un vigilante mascherato dopo l'uccisione di Kitty Genovese, una cliente, brutalmente assassinata nonostante la presenza di numerose persone, nessuna delle quali decide di intervenire. Come maschera, Walter Kovacs utilizza un tessuto speciale, inventato dal Dr. Manhattan e originariamente destinato a diventare un vestito proprio per Kitty Genovese, composto da due strati di lattice con in mezzo un liquido nero viscoso che, essendo sensibile al calore e alla pressione, forma delle macchie sempre diverse a seconda dell'espressione facciale, ricordando appunto il test di Rorschach.
Agli inizi della sua carriera di vigilante, Kovacs collabora attivamente con gli altri supereroi, in particolare con il secondo Gufo Notturno, lottando contro le bande di strada e arrestando diversi boss criminali. Tuttavia, Kovacs non ha ancora assunto quella personalità violenta e disturbata che lo caratterizzerà nel periodo in cui è ambientato Watchmen; Rorschach, ripensando a quel periodo, definisce se stesso come «Kovacs che fingeva di essere Rorschach».
La completa trasformazione da Walter Kovacs in Rorschach avviene nel 1975, mentre si occupa del caso di una bambina, rapita perché creduta erroneamente figlia di magnati dell'industria farmaceutica. Kovacs scoprirà che la piccola è stata uccisa e fatta a pezzi dal suo sequestratore, che poi si è sbarazzato del corpo dandolo in pasto a dei pastori tedeschi.
Kovacs uccide orribilmente il colpevole, ma da quel momento in poi la sua psiche subisce un violento cambiamento: i suoi metodi diventano brutali, il suo modo di parlare serrato e sbrigativo e lui stesso tende ad agire in solitudine e a scrivere un diario con le sue riflessioni. Le volte in cui assume l'identità di Kovacs, si fa credere un fanatico ossessionato dalla fine del mondo e accanito lettore del New Frontiersman, un periodico di destra anti-comunista che guarda con favore ai vigilanti violenti.
Dopo il Decreto Keene del 3 agosto 1977, che rende illegale l'attività dei vigilanti, Rorschach si rifiuta di ritirarsi o di rendere pubblica la propria identità. La lista dei suoi crimini si allunga e diviene un ricercato.
All'inizio di Watchmen, Rorschach viene a sapere della morte di Edward Blake e riesce a scoprire che era in segreto il Comico. Ipotizza allora un progetto di omicidio degli eroi mascherati, sospetto che si rafforza dopo la fuga del Dr. Manhattan e il tentato assassinio di Adrian Veidt. Messo in trappola e catturato dalla polizia grazie a Veidt, Rorschach viene liberato dal secondo Gufo Notturno e dalla seconda Spettro di Seta.
Una volta scoperto il piano per evitare una guerra tra Stati Uniti d'America e Urss, facendo uccidere milioni di newyorkesi da una finta creatura aliena, che Veidt aveva appena portato a termine, si rifiuta di nascondere la verità: per questo motivo verrà ucciso dal Dr. Manhattan. Tuttavia il suo diario, inviato alla redazione del New Frontiersman potrebbe svelare al mondo il segreto e ridurre in pezzi il piano perfetto di Veidt.

## Il giustiziere deviato
(Dal diario di Rorschach)
Agli inizi della sua carriera di giustiziere mascherato, il comportamento di Walter Kovacs/Rorschach è "normale" e il suo percorso di vita lo fa assomigliare ad altri paladini della giustizia come Batman o l'Uomo Ragno, la cui decisione di diventare un vigilante è stata assunta dopo aver assistito ad un evento particolarmente drammatico.
Dopo il 1975 il carattere e il modo di fare di Rorschach cambiano, discostandosi molto dal canone del supereroe classico: il "nuovo" Rorschach è estremamente violento, asociale, sessuofobo, ma allo stesso tempo, nonostante l'evidente sociopatia, mantiene un atteggiamento lucido: procede con metodo nelle indagini e risponde ai test psichiatrici nel modo in cui l'esaminatore si aspetterebbe da una persona sana. È dubbia l'efficienza dello psichiatra, che sottopone proprio lui al test di Rorschach (ha assunto il nome di battaglia di Rorshach e indossato una maschera che riproduce il famoso test, ed è quindi semplicemente logico supporre che lo conosca molto bene). Inoltre, lo stesso psichiatra, crolla psicologicamente quando Rorschach infine gli racconta con sincerità gli episodi aberranti a cui ha assistito e di cui è stato protagonista.
Il suo modo di parlare è del tutto particolare: frasi telegrafiche, prive di ausiliari, linguaggio ermetico, utilizzo di termini mistici.

## Abilità ed equipaggiamento
Come buona parte dei personaggi di Watchmen, Rorschach non è dotato di superpoteri (a parte la maschera cangiante che gli copre integralmente il viso, senza obnubilargli la vista, e che può destabilizzare chi gli sta di fronte). Egli conta di più sulle sue abilità personali, quali un'innata agilità e una grande astuzia. Potrebbe però essere considerata come "particolare" (e in effetti, molti supereroi "classici" vantano "poteri" di minor portata) la sua brillante capacità di utilizzare qualunque tipo di oggetto che sia disponibile sul momento come un'arma, grazie alla sua intelligenza pratica, ad esempio può usare della polvere per accecare un poliziotto, oppure usare dei fiammiferi in combinazione con una bomboletta di lacca, per creare un piccolo lanciafiamme.
L'unico oggetto particolare del suo equipaggiamento è una pistola spara-rampini, che gli permette di arrivare fino ad altezze altrimenti irraggiungibili (progettata e costruita da Gufo Notturno).
È un ottimo investigatore dalle discrete doti deduttive; inoltre è molto abile nel combattimento corpo a corpo, tanto da poter sconfiggere senza difficoltà anche nemici più grossi e meglio armati di lui. La sua abilità nel combattimento è stata appresa principalmente durante gli anni di detenzione nei centri di assistenza minorile e nelle carceri. Riesce inoltre ad aprire e scassinare qualunque tipo di porta, anche blindata o rinforzata.
Prima del periodo di insanità mentale, Rorschach è stato definito da Gufo Notturno come "tatticamente brillante e imprevedibile". Grazie alla sua notevole esperienza negli scontri corpo a corpo è estremamente resistente al dolore e moderatamente forte.

## Altri media

### Cinema
Rorschach è il protagonista e antieroe del film Watchmen, interpretato dall'attore Jackie Earle Haley e doppiato da Massimo Rossi.